# Fritz Rohleder
Fritz Rohleder (* 29. Oktober 1867 in Plochingen; † 22. November 1949 in Löbichau) war ein deutscher Zylinder- und Schuhmacher und Politiker (SPD, USPD).

## Leben
Rohleder war evangelisch-lutherischer Konfession. Er machte eine Lehre als Zylinder- und Schuhmacher und war zwischen 1891 und 1905 als Zylinder- und Schuhmacher in Meerane tätig. Danach arbeitete er von 1905 bis 1910 als Zylinder- und Schuhmacher in Schmölln und war 1905 bis 1908 auch Vorsitzender des Gewerkschaftskartells. In den Jahren 1910 bis 1926 lebte er als Geschäftsreisender in Schmölln.
Vor 1920 war er Mitglied der SPD. 1920 wechselte er zur USPD und 1922 zurück zur SPD. Zwischen 1919 und 1933 gehörte er dem Stadtgemeinderat von Schmölln an. Für den Wahlkreis Sachsen-Altenburg wurde er 1920 in den Thüringer Landtag gewählt, dem er bis Ende der ersten Wahlperiode 1921 angehörte.